# Kanizsai Orsolya

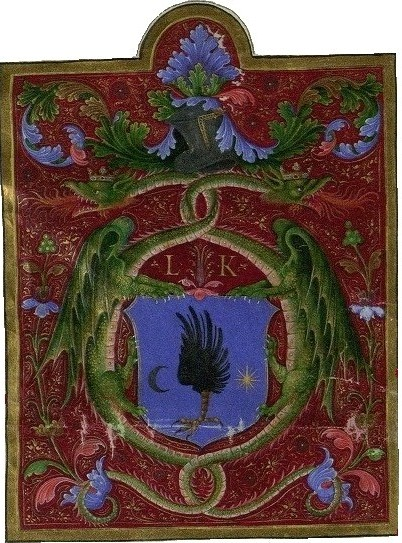
A Kanizsai család címere. Kanizsai László armálisában szereplő festmény.

Kanizsai (Kanizsay) Orsolya (1521 körül – Sárvár, 1571. március 2. és május 2. között) magyar főúrnő, báró nádasdi és fogarasföldi Nádasdy Tamás magyar nádor felesége; Kanizsai Dorottya unokahúga.

## Élete
Az ősrégi Osl nemzetségbeli főnemesi Kanizsai család sarja. Apja Kanizsai László (1497–1525), Vas vármegye főispánja, anyja bélteki Drágffy Anna (fl. 1522–1528) volt. Apai nagyszülei Kanizsai György (fl. 1469–1509), Horvátországi és szlavóniai bán, és rozgonyi Rozgonyi Klára (fl. 1474–1516) voltak. Anyai nagyszülei bélteki Drágffy Bertalan, erdélyi vajda és Hédervári Dorottya voltak. Orsolya egyik leánytestvére, Kanizsai Magdolna, akinek a férje németújvári Batthyány Kristóf (+1570) volt.
Apja, Kanizsai László, rendkívüli vagyonos főnemes volt; több kastélya és uradalma volt, köztük: Sárvár, Egervár, Kanizsa, Csókakő, Léka, Kismarton, Németkeresztúr, Kapuvár, Csepreg és még több uradalom itt a Dunántúl. Rendes tartózkodási helye a Kanizsai családnak a sárvári kastély volt. Orsolya ott született és itt nevelkedett. Kanizsai László buzgó vasi főispán és a római egyháznak is hű fia volt. 1521-ben még elzarándokolt Lorettóba és akkori szokás szerint, nejével, Drágffy Annával, és két élő gyermekével felvétette magát világi tagul a bencések szerzetes rendjébe. Az édesanyja is, vallásos nő volt, a ki udvari papot tartott és birtokot hagyományozott az örményesi remetéknek. Kanizsai László, nem sokkal Orsolya születése után hunyt el. Ekkor az özvegy Drágffy Anna, Frangepán Kristófhoz ment nőül, azonban 1528-ban Sárvárott már szintén súlyos betegágyon tett végrendeletet az asszony. Orsolyánk így már hét éves korában teljesen árva volt. Egész családjából még csak bátyja, Kanizsai Ferenc élt még pár évig, azonban 1532-ben ő is elhunyt. A két kis hátrahagyott árva gyermek nevelését és gondozását az anya, háshágyi Háshágyi Dénes kanizsai és Wathay Ferenc kapuvári várnagyokra, valamint Gruba Tamás udvari papra bízta. Hashágyi Dénes, Kanizsai László egykori főfamiliárisa volt, és egyben Kanizsai Orsolya keresztapja. 1524-ben, II. Ulászló magyar király, Kanizsai László kérésére Háshágyi Dénesnek adományozta Kehidát.
Mivel apja, és testvérei meghaltak, Szapolyai János 1532-ben fiúsította az igen fiatal Kanizsai Orsolyát, és ekkor eljegyezte Nádasdy Tamás; ahogy ismeretes, a Nádasdy család a megelőző évtizedekben a Kanizsaiak familiárisa volt, és 
ősi birtokai a névadó Nádasd körül, valamint Sárvár vidékén és Vas megye déli részén terültek el. A köznemesség jómódú és tekintélyes rétegéhez tartozó Nádasdyak Zala és Vas megyében több ízben az alispáni tisztséget viselték, Nádasdy Tamás apja, Nádasdy Ferenc pedig Kanizsa várának volt a várnagya. A háborús politikai viszonyok miatt messze, Hódmezővásárhelyen kellett megtartani Nádasdy Tamás és Kanizsai Orsolya esküvőjét, János király közelében 1535. elején. Esküvő után pedig Nádasdy a Bécshez közel fekvő birtokaira való tekintetből, Ferdinándhoz pártolt és ifjú nejét így hazahozta Sárvárra, a Kanizsai család ősi fészekbe. A 14 éves korában óriási vagyon örököseként vette őt feleségül Nádasdy Tamás, a későbbi nádor. Férje hivatali távollétei alatt sárvári várukból maga igazgatta birtokaikat, amiben gyakori betegségei sem akadályozták meg. Korának egyik legműveltebb asszonya volt, kiterjedt levelezést folytatott ismerőseivel. Zala vármegye sok családjához fűzte familiárisi vagy rokoni kapcsolat. A török uralom alól elvándorló értelmiség egyik legjelentősebb dunántúli központja kétség nélkül, Nádasdy Tamás sárvári udvara volt. Familiárisai Sárváron tanultak, és onnan irányították őket szolgálati helyeikre, de rendszeresen oda tértek vissza, évente többször is beszámoló, stb végett. Nádasdy Tamás és Kanizsai Orsolya udvarával olyan reformátorok álltak kapcsolatban, vagy nevelkedtek ott, mint Abádi Benedek, Bornemisza Péter, Szilveszter Mihály és János, Beythe István, Méliusz Juhász Péter vagy Macarius Bódog József.
Az asszony ismert kertész hírében állt. Igen vallásos asszony volt, aki gyakran segített az éhezőknek, és szegényeknek. Jó baráti viszonyban állt sógornőjével, Nádasdy Anna úrnővel, aki szunyogszehi Majláth István (1502–1550) felesége volt; amikor 1550-ben Majláth török fogságban hunyt el, Majláthék fiát, Majláth Gábort is magukhoz vették a Nádasdyék és ők neveltették Sárváron. Ugyanez történt amikor Nádasdy Tamás öccse, Nádasdy Márton elhunyt és öt árva gyerek maradt.
Házasságukból későn, mintegy húsz évnyi meddőség után, szinte csodaként (1555-ben) született egyetlen fiuk, a „fekete bég” néven ismert hadvezér, Nádasdy Ferenc; a gyermek születésére, több köszöntőt kapott a család közeli barátaitól és rokonaitól, özvegy Majláth Istvánné Nádasdy Annától, Zrínyi Miklóstól, enyingi Török Ferencné guti Országh Borbálától.
1562. június 2-án Nádasdy Tamás elhunyt; felesége, Kanizsai Orsolya, a „nagy nádor” özvegye, majdnem 10 évvel később követte. Sárváron hunyt el, és vele együtt kihalt a történelmi Kanizsai család is. Halálának napja nem ismert, de bizonyos, hogy 1571. március 2. és május 2. között volt. Lékán a Szent Miklós plébániatemplomban, a Nádasdy-sírboltban nyugszik.